# Do As Infinity LIVE IN JAPAN
『Do As Infinity LIVE IN JAPAN』（ドゥ・アズ・インフィニティ・ライヴ・イン・ジャパン）は、日本のロックバンド・Do As Infinityが2004年3月31日にavex traxから発売した2枚目のライブアルバム及び8枚目の映像作品である。

## 内容
アルバムとしては前作『GATES OF HEAVEN』から4ヶ月ぶり、ライブアルバムとしては前作『Do The Live』から約1年ぶりの作品。
映像作品としては前作『8』から約2ヶ月ぶり、ライブビデオとしては前作『Do As Infinity LIVE TOUR 2001 〜DEEP FOREST〜』から約2年ぶりの作品。
2004年1月17日から2月29日に全国の多目的ホールで敢行された、ライブツアー『Do As Infinity LIVE TOUR 2004 -GATES OF HEAVEN-』から1月31日の東京・日本武道館公演の音源がライブアルバムに、2月1日の同会場公演の模様がライブビデオにそれぞれ収録されている。
映像作品は2005年6月8日に3000枚限定生産として再発売された。

## 収録曲

### Disc 1
本編
1. Gates of heaven
2. 本日ハ晴天ナリ
3. under the sun
4. We are.
5. 陽のあたる坂道
6. Desire
7. アザヤカナハナ
8. トレジャプレジャ
9. ブランコ
10. 柊
11. 深い森
12. 科学の夜

### Disc 2
本編
1. Week!
2. 遠くまで
3. 冒険者たち
4. 135
5. One or Eight
6. Thanksgiving Day

アンコール
1. Rock And Roll All Nite
キッスのカバー。
2. Tangerine Dream
3. Field of dreams
4. SUMMER DAYS
5. あいのうた

## 収録映像曲
本編
1. Gates of heaven
2. 本日ハ晴天ナリ
3. under the sun
4. We are.
5. 陽のあたる坂道
6. Oasis
7. アザヤカナハナ
8. トレジャプレジャ
9. ブランコ
10. 柊
11. 深い森
12. 科学の夜
13. Week!
14. 遠くまで
15. 冒険者たち
16. 135
17. One or Eight
18. Thanksgiving Day

アンコール
1. Detroit Rock City
キッスのカバー。
2. Tangerine Dream
3. Field of dreams
4. SUMMER DAYS
5. あいのうた

## 参加ミュージシャン
Do As Infinity
- 伴都美子：Vocal
- 大渡亮：Guitar

GREAT TOUR BAND
- 高瀬順：Keyboards
- 松本淳：Drums
- 島本道太郎：Bass
- 林部直樹：Guitar
- 浜野和子：Chorus